# 別魯塔魯別火山
別魯塔魯別火山（日語：ベルタルベ山）是位於千島群島擇捉島南端的火山，属北海道根室振兴局或萨哈林州库里尔斯克区，海拔高度1,221米，火山口的活踴火山噴氣孔有硫礦氣體噴出。